# Эндоскопическая хирургия (журнал)
Эндоскопи́ческая хирурги́я — российский научный медицинский журнал, являющийся печатным органом Российской ассоциации эндоскопической хирургии. Публикующиеся в журнале статьи обладают научной и практической ценностью для широкого круга эндоскопических хирургов. Статьи журнала охватывают различные области эндоскопической хирургии. Журнал входит в список изданий ВАК, рекомендованных для публикации статей, содержащих материалы диссертаций..

## История журнала
Научно-практический журнал «Эндоскопическая хирургия» учреждён в 1995 году Российской ассоциацией эндоскопической хирургии для оперативного донесения информации по эндоскопической тематике до всех, даже самых отдалённых, регионов России.

## Редколлегия

### Главный редактор
Емельянов С. И. — президент Российской ассоциации эндоскопической хирургии, руководитель Центра абдоминальной эндоскопической хирургии МЗ РФ, главный хирург ЛДО МЗ РФ, доктор медицинских наук, профессор, член-корреспондент РАН (2022).

### Члены редколлегии
- Матвеев Н. Л., доктор медицинских наук, профессор — заместитель главного редактора
- Феденко В. В., доктор медицинских наук, профессор — заместитель главного редактора
- Кубышкин В. А., академик РАН, доктор медицинских наук, профессор — ответственный секретарь
- Балалыкин А. С., доктор медицинских наук, профессор
- Борисов А. Е., доктор медицинских наук, профессор
- Галлингер Ю. И., доктор медицинских наук, профессор
- Дронов А. Ф., доктор медицинских наук, профессор
- Ревякин В. И., доктор медицинских наук, профессор
- Сажин В. П., доктор медицинских наук, профессор
- Федоров А. В., доктор медицинских наук, профессор